# Cantavieja

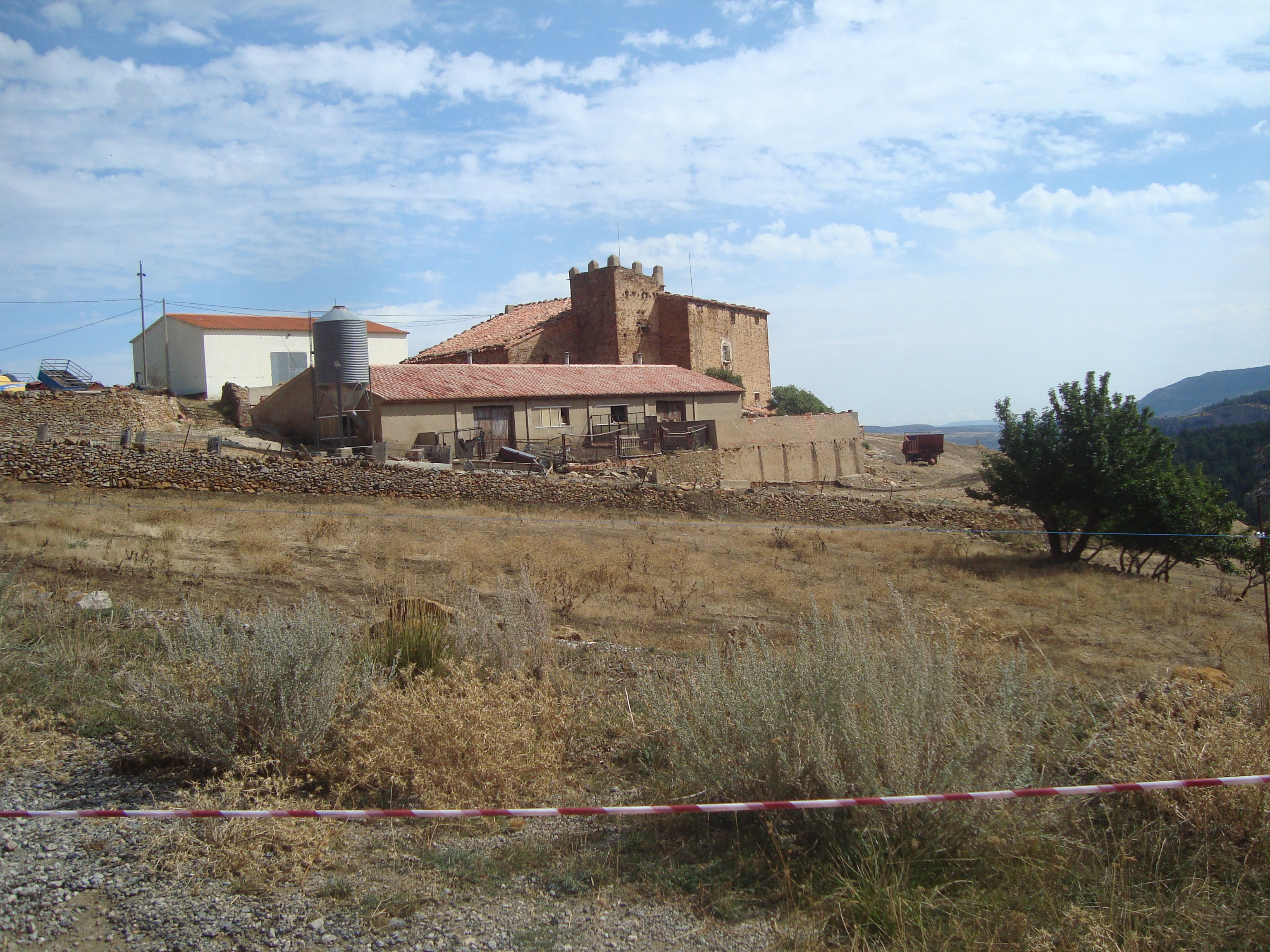
Torre Castellote (Cantavieja, Teruel)

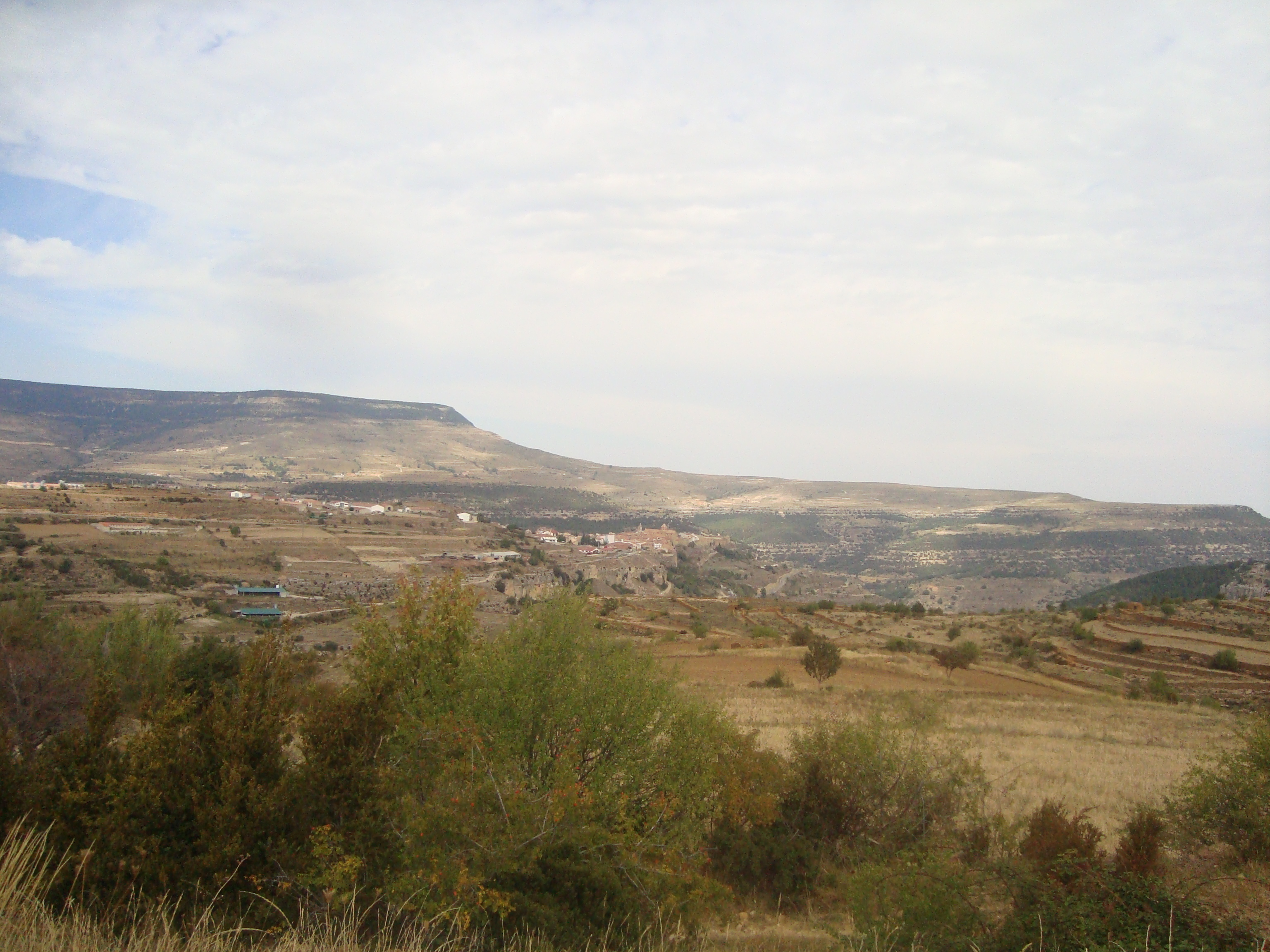
Cantavieja (Teruel)

Cantavieja est une commune d’Espagne, dans la province de Teruel, communauté autonome d'Aragon, chef lieu de la comarque du Maestrazgo. 

## Histoire
Prise aux Carlistes en 1836, ces derniers y reviennent en 1837. Ce sera un de leurs derniers points de résistance. Menacés par l'armée de Baldomero Espartero, ils l'abandonnent en 1840.

### Les Templiers et les Hospitaliers
La baillie de Cantavieja (an) a d'abord appartenu aux Templiers puis aux Hospitaliers de l'ordre de Saint-Jean de Jérusalem de la châtellenie d'Amposta.

## Tourisme
Cantavieja appartient à l'association Les Plus Beaux Villages d'Espagne. Le village obtient en 2023 le label Meilleurs villages touristiques de l'Organisation mondiale du tourisme.

## Personnalités liées à la commune
- Laura Pastor (1934-2019), femme politique, membre du mouvement des 10 d'Alaquàs[6].

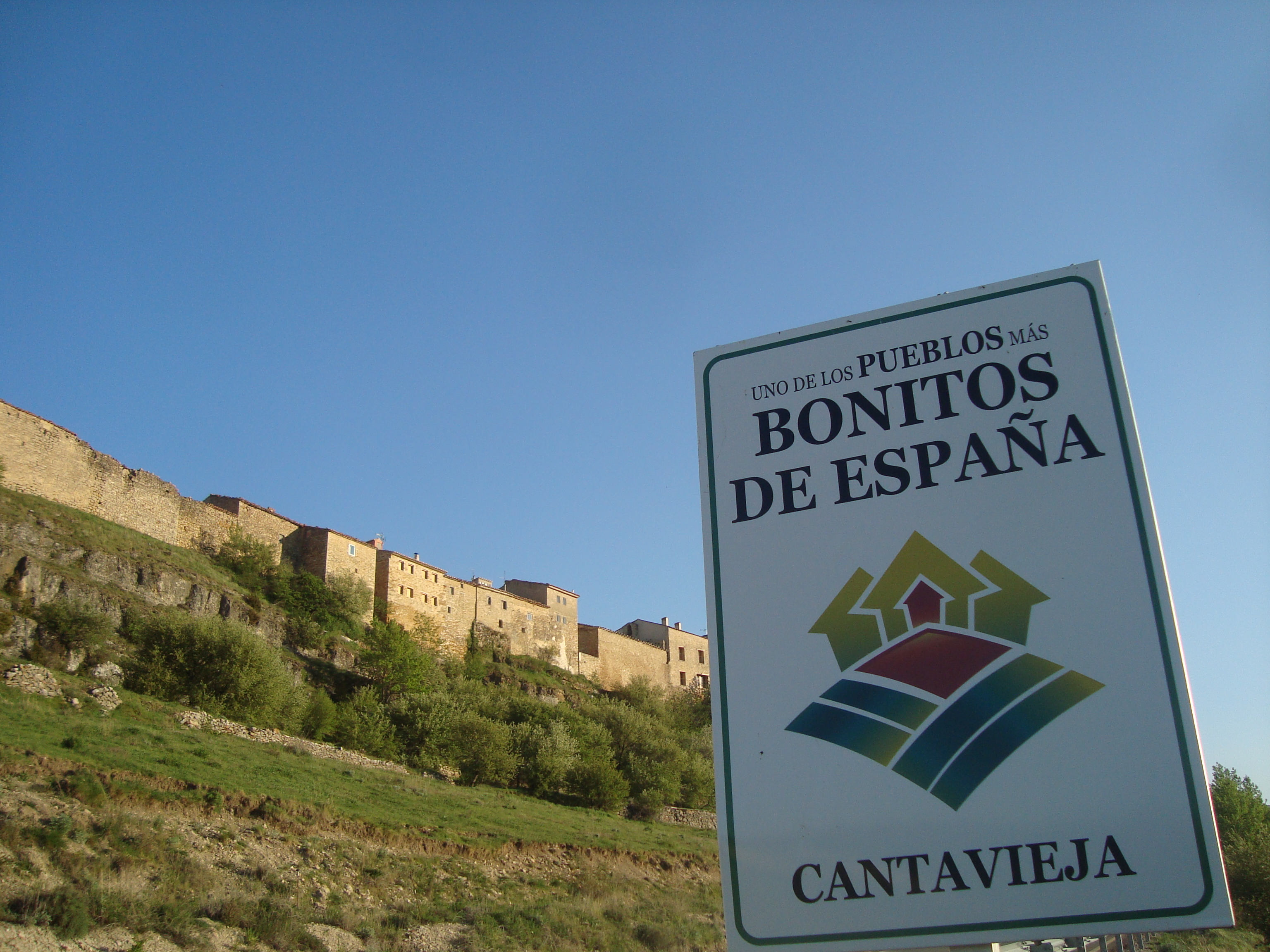
Cantavieja